# Czarnogórscy arcymistrzowie szachowi
Lista czarnogórskich szachistów, posiadających tytuły arcymistrzów (GM) i arcymistrzyń (WGM), zarówno w grze klasycznej, korespondencyjnej, kompozycji szachowej, jak i w rozwiązywaniu zadań szachowych oraz tytuły arcymistrzów honorowych (HGM), przyznawanych za osiągnięcia w przeszłości. Obejmuje także zawodników, którzy barwy Czarnogóry reprezentowali tylko w pewnym okresie swojego życia.

## Szachy klasyczne

### arcymistrzowie
| Zawodnicy          | Rok urodzenia | Rok śmierci | Rok nadania | Uwagi                                         |
| ------------------ | ------------- | ----------- | ----------- | --------------------------------------------- |
| Dragiša Blagojević | 1966          |             | 2004        | wcześniej Jugosławia oraz Serbia i Czarnogóra |
| Milan Draško       | 1962          |             | 1993        | wcześniej Jugosławia oraz Serbia i Czarnogóra |
| Nikola Đukić       | 1983          |             | 2005        | wcześniej Jugosławia oraz Serbia i Czarnogóra |
| Božidar Ivanović   | 1949          |             | 1977        | wcześniej Jugosławia oraz Serbia i Czarnogóra |
| Dragan Kosić       | 1970          |             | 1995        | wcześniej Jugosławia oraz Serbia i Czarnogóra |
| Nebojša Nikčević   | 1965          |             | 1997        | wcześniej Jugosławia oraz Serbia i Czarnogóra |

### arcymistrzynie
| Zawodniczki      | Rok urodzenia | Rok śmierci | Rok nadania | Uwagi |
| ---------------- | ------------- | ----------- | ----------- | ----- |
| Jovana Vojinović | 1992          |             | 2009        |       |